# Soudní systém Státu Izrael
Soudní systém Státu Izrael je soudní složka nezávislá na vládě, zahrnující sekulární a náboženské soudy.

## Soudy
Izraelské soudy se dělí do tří skupin:
- Městské soudy - slouží jako soudy první instance
- Distriktní soud - slouží jako odvolací soud a v některých případech jako soud první instance, celkem 6 distriktních soudů
- Nejvyšší soud - nachází se v Jeruzalémě a slouží jako odvolací soud a soud první instance v závažných případech, kdy je zpochybněna zákonnost rozhodnutí a postupů představitelů státu.

Izrael v prosinci 1985 informoval OSN, že již nebude uznávat Mezinárodní soudní dvůr.

## Náboženské soudy
Některé otázky rodinného práva (manželství a zejména rozvod) spadají pod jurisdikci náboženských soudů. Stát pro potřeby náboženských komunit udržuje a podporuje rabínské soudy, soudy Šaría a kanonické soudy. Všichni soudci jsou státními úředníky a požaduje se po nich, aby prosazovali také obecné právo. Vrchní soud slouží jako odvolací instance všech náboženských soudů. Židovské náboženské autority jsou pod kontrolou kanceláře premiéra a vrchního rabína. Tyto soudy mají pravomoce pouze v pěti oblastech: kašrut, šabat, židovský pohřeb, náboženské otázky (zejména rozvod) a židovské imigranty. Kromě určování manželského stavu mohou všechny ostatní náboženské otázky zastat i civilní soudy.
Další velká náboženství v Izraeli, jako je Islám a křesťanství jsou dohlíženy jejich vlastními institucemi náboženských zákonů. Tyto soudy mají podobnou jurisdikci nad svými následníky, ačkoliv muslimské náboženské soudy mají více kontroly nad rodinnými záležitostmi.